# Стецкань
Стецкань (рум. Stețcani) — село в Криулянском районе Молдавии. Наряду с селом Миклешть входит в состав коммуны Миклешть.

## География
Село расположено на высоте 193 метра над уровнем моря.

## Население
По данным переписи населения 2004 года, в селе Стецкань проживает 890 человек (430 мужчин, 460 женщин).
Этнический состав села:
| Национальность | Число жителей | Процентный состав |
| -------------- | ------------- | ----------------- |
| молдаване      | 883           | 99,21             |
| украинцы       | 5             | 0,56              |
| румыны         | 2             | 0,22              |
| Всего          | 890           | 100 %             |